# Johann Campinge
Johann Campinge (auch: Campingius; * 1527 in Groningen; † 6. August 1590 in Königsberg (Preußen)) war ein niederländischer Pädagoge und Philologe. 

## Leben
Campinge stammte aus einer adligen holländischen Familie. Er hatte sechs Jahre lang ein Studium an der Universität Löwen absolviert, wo er von einem bekehrten Juden namens Johann Isaak die hebräische Sprache erlernte. Als Anhänger der evangelischen Lehre musste er vor den katholischen Kräften der Gegenreformation aus seinem Land fliehen. So kam er 1553 nach Königsberg, wo er seine Studien fortsetzte und 1554 den akademischen Grad eines Magisters erwarb. Noch im selben Jahr erhielt er eine Berufung als Rektor der Königsberger Domschule. 
Da dies auf den Unwillen der Königsberger Bürgschaft stieß, hatten die Schüler gegen ihn einen Streik organisiert. Als Anhänger des Andreas Osiander hatte er allerdings in Königsberg einen guten Stand. So übernahm er 1556 die Leitung des Pädagogiums. 1564 gelangte er an die Professur der griechischen Sprache und wurde 1568 Professor der hebräischen Sprache an der Universität Königsberg. Durch die Folgen des Osiandrischen Streits war es so weit gekommen, dass die theologischen Professuren vakant wurden. 
Da Campinge die nötigen Voraussetzungen eines gelehrten Theologen mitbrachte, musste er die Hochschule 1580 auf einer theologischen Synode vertreten und war von 1581 bis 1583 Assessor am Samländischen Konsistorium. Zudem hatte er sich auch an den organisatorischen Aufgaben der Königsberger Hochschule beteiligt. So war er in den Sommersemestern 1569, 1575, 1581 sowie im Wintersemester 1577/78 Rektor der Alma Mater und im Wintersemester 1581/82 gleichbedeutender Prorektor.